# Championnats d'Italie de cyclisme sur route
Les championnats d'Italie de cyclisme sur route sont les championnats nationaux de cyclisme sur route d'Italie, organisés par la Fédération cycliste italienne. Le premier championnat masculin a été disputé en 1906 et le premier championnat féminin en 1963. Le vainqueur d'un championnat porte le maillot distinctif vert-blanc-rouge de champion d'Italie pendant une année.

## Histoire
Le championnat italien sur route est organisé pour la première fois en 1885 sur le parcours de Milan-Crémone-Milan remporté par Giuseppe Loretz. Il est ensuite disputé jusqu'en 1896, à l'exception des années 1894 et 1895. Ces courses ne sont cependant pas reconnues officiellement. Après une pause de plusieurs années, le championnat est organisé sans interruption depuis 1906 à l'exception des années comprises entre 1915 et 1918 en raison de la Première Guerre mondiale et en 1944 à cause de la Seconde Guerre mondiale.
Depuis 1966, le championnat d'Italie masculin est disputé lors d'une seule course. Cela n'a pas toujours été le cas. De 1914 à 1936, en 1939 et 1940, de 1947 à 1949, de 1951 à 1958 et de 1962 à 1965, le championnat était attribué par addition de points distribués lors d'épreuves du calendrier national. Jusqu'en 1997, le championnat d'Italie a souvent eu pour cadre une course du calendrier national.
Les champions les plus titrés ont été dans l'ordre Costante Girardengo, qui a gagné neuf titres consécutifs (entre 1913 et 1925), Learco Guerra cinq fois, Alfredo Binda, Fausto Coppi et Gino Bartali quatre fois, Fiorenzo Magni, Franco Bitossi, Enrico Paolini, Francesco Moser, Pierino Gavazzi et Giovanni Visconti trois fois.
Depuis 1995, un championnat d'Italie du contre-la-montre est disputé par les hommes.
Le championnat d'Italie sur route féminin existe depuis 1963. Le contre-la-montre féminin a été ajouté en 1987.
En mai 2011, la Fédération Italienne de cyclisme annonce vouloir interdire à tout coureur – dans toutes les catégories, amateurs, espoirs, femmes, hommes, et sur le contre-la-montre comme la course en ligne – un jour suspendu pour dopage à partir d'août 2008 de participer aux championnats d’Italie.

## Hommes

### Podiums de la course en ligne
| Année | Vainqueur           | Deuxième             | Troisième                |
| ----- | ------------------- | -------------------- | ------------------------ |
| 1906  | Giovanni Cuniolo    | Battista Danesi      | Mario Fortuna            |
| 1907  | Giovanni Cuniolo    | Felice Galazzi       | Giovanni Rossignoli      |
| 1908  | Giovanni Cuniolo    | Carlo Galetti        | Pierino Albini           |
| 1909  | Dario Beni          | Mario Bruschera      | Giovanni Cuniolo         |
| 1910  | Emilio Petiva       | Luigi Ganna          | Eberardo Pavesi          |
| 1911  | Dario Beni          | Ugo Agostoni         | Vincenzo Borgarello      |
| 1912  | Angelo Gremo        | Dario Beni           | Giuseppe Azzini          |
| 1913  | Costante Girardengo | Lauro Bordin         | Emmanuele Garda          |
| 1914  | Costante Girardengo | Luigi Lucotti        | Giuseppe Azzini          |
| 1919  | Costante Girardengo | Alfredo Sivocci      | Luigi Lucotti            |
| 1920  | Costante Girardengo | Gaetano Belloni      | Giovanni Brunero         |
| 1921  | Costante Girardengo | Giovanni Brunero     | Federico Gay             |
| 1922  | Costante Girardengo | Bartolomeo Aimo      | Giovanni Brunero         |
| 1923  | Costante Girardengo | Giovanni Brunero     | Federico Gay             |
| 1924  | Costante Girardengo | Federico Gay         | Michele Gordini          |
| 1925  | Costante Girardengo | Alfredo Binda        | Gaetano Belloni          |
| 1926  | Alfredo Binda       | Costante Girardengo  | Giovanni Brunero         |
| 1927  | Alfredo Binda       | Domenico Piemontesi  | Giuseppe Pancera         |
| 1928  | Alfredo Binda       | Antonio Negrini      | Costante Girardengo      |
| 1929  | Alfredo Binda       | Antonio Negrini      | Domenico Piemontesi      |
| 1930  | Learco Guerra       | Alfredo Binda        | Allegro Grandi           |
| 1931  | Learco Guerra       | Fabio Battesini      | Luigi Giaccobe           |
| 1932  | Learco Guerra       | Remo Bertoni         | Alfredo Binda            |
| 1933  | Learco Guerra       | Remo Bertoni         | Alfredo Bovet            |
| 1934  | Learco Guerra       | Mario Cipriani       | Aldo Canazza             |
| 1935  | Gino Bartali        | Aldo Bini            | Vasco Bergamaschi        |
| 1936  | Giuseppe Olmo       | Giovanni Cazzulani   | Olimpio Bizzi            |
| 1937  | Gino Bartali        | Cesare Del Cancia    | Olimpio Bizzi            |
| 1938  | Olimpio Bizzi       | Gino Bartali         | Glauco Servadei          |
| 1939  | Mario Vicini        | Pietro Rimoldi       | Diego Marabelli          |
| 1940  | Gino Bartali        | Pietro Rimoldi       | Osvaldo Bailo            |
| 1941  | Adolfo Leoni        | Aldo Bini            | Cino Cinelli             |
| 1942  | Fausto Coppi        | Mario Ricci          | Gino Bartali             |
| 1943  | Mario Ricci         | Fiorenzo Magni       | Glauco Servadei          |
| 1945  | Severino Canavesi   | Glauco Servadei      | Sergio Maggini           |
| 1946  | Aldo Ronconi        | Gino Bartali         | Vito Ortelli             |
| 1947  | Fausto Coppi        | Vito Ortelli         | Mario Ricci              |
| 1948  | Vito Ortelli        | Fausto Coppi         | Luciano Maggini          |
| 1949  | Fausto Coppi        | Luciano Maggini      | Adolfo Leoni             |
| 1950  | Antonio Bevilacqua  | Alfredo Martini      | Mario Ricci              |
| 1951  | Fiorenzo Magni      | Gino Bartali         | Antonio Bevilacqua       |
| 1952  | Gino Bartali        | Giuseppe Minardi     | Rinaldo Moresco          |
| 1953  | Fiorenzo Magni      | Nino Defilippis      | Loretto Petrucci         |
| 1954  | Fiorenzo Magni      | Fausto Coppi         | Giuseppe Minardi         |
| 1955  | Fausto Coppi        | Giuseppe Minardi     | Fiorenzo Magni           |
| 1956  | Giorgio Albani      | Cleto Maule          | Pierino Baffi            |
| 1957  | Ercole Baldini      | Alfredo Sabbadin     | Giorgio Albani           |
| 1958  | Ercole Baldini      | Nino Defilippis      | Aldo Moser               |
| 1959  | Diego Ronchini      | Adriano Zamboni      | Angelo Conterno          |
| 1960  | Nino Defilippis     | Rino Benedetti       | Angelo Conterno          |
| 1961  | Arturo Sabbadin     | Arnaldo Pambianco    | Giuliano Bernardelle     |
| 1962  | Nino Defilippis     | Guido Carlesi        | Franco Cribiori          |
| 1963  | Bruno Mealli        | Vendramino Bariviera | Walter Martin            |
| 1964  | Guido De Rosso      | Franco Cribiori      | Italo Zilioli            |
| 1965  | Michele Dancelli    | Vittorio Adorni      | Franco Cribiori          |
| 1966  | Michele Dancelli    | Italo Zilioli        | Vito Taccone             |
| 1967  | Franco Balmamion    | Michele Dancelli     | Vittorio Adorni          |
| 1968  | Felice Gimondi      | Vito Taccone         | Michele Dancelli         |
| 1969  | Vittorio Adorni     | Vito Taccone         | Italo Zilioli            |
| 1970  | Franco Bitossi      | Felice Gimondi       | Marino Basso             |
| 1971  | Franco Bitossi      | Felice Gimondi       | Enrico Paolini           |
| 1972  | Felice Gimondi      | Franco Bitossi       | Michele Dancelli         |
| 1973  | Enrico Paolini      | Marcello Bergamo     | Italo Zilioli            |
| 1974  | Enrico Paolini      | Felice Gimondi       | Marino Basso             |
| 1975  | Francesco Moser     | Valerio Lualdi       | Constantino Conti        |
| 1976  | Franco Bitossi      | Francesco Moser      | Wladimiro Panizza        |
| 1977  | Enrico Paolini      | Marcello Bergamo     | Francesco Moser          |
| 1978  | Pierino Gavazzi     | Francesco Moser      | Giuseppe Saronni         |
| 1979  | Francesco Moser     | Giovanni Battaglin   | Claudio Bortolotto       |
| 1980  | Giuseppe Saronni    | Giovanni Battaglin   | Gianbattista Baronchelli |
| 1981  | Francesco Moser     | Wladimiro Panizza    | Alfredo Chinetti         |
| 1982  | Pierino Gavazzi     | Claudio Torelli      | Gianbattista Baronchelli |
| 1983  | Moreno Argentin     | Giovanni Battaglin   | Alessandro Paganessi     |
| 1984  | Vittorio Algeri     | Silvano Contini      | Daniele Caroli           |
| 1985  | Claudio Corti       | Stefano Colagè       | Stefano Giuliani         |
| 1986  | Claudio Corti       | Roberto Visentini    | Massimo Ghirotto         |
| 1987  | Bruno Leali         | Alberto Elli         | Emanuele Bombini         |
| 1988  | Pierino Gavazzi     | Giuseppe Saronni     | Maurizio Fondriest       |
| 1989  | Moreno Argentin     | Gianni Bugno         | Giorgio Furlan           |
| 1990  | Giorgio Furlan      | Roberto Pelliconi    | Flavio Giupponi          |
| 1991  | Gianni Bugno        | Franco Chioccioli    | Claudio Chiappucci       |
| 1992  | Marco Giovannetti   | Gianni Faresin       | Maurizio Fondriest       |
| 1993  | Massimo Podenzana   | Gianni Bugno         | Davide Cassani           |
| 1994  | Massimo Podenzana   | Francesco Casagrande | Gianni Faresin           |
| 1995  | Gianni Bugno        | Paolo Lanfranchi     | Andrea Tafi              |
| 1996  | Mario Cipollini     | Mario Traversoni     | Endrio Leoni             |
| 1997  | Gianni Faresin      | Francesco Casagrande | Valentino Fois           |
| 1998  | Andrea Tafi         | Daniele Nardello     | Alberto Elli             |
| 1999  | Salvatore Commesso  | Roberto Petito       | Alberto Elli             |
| 2000  | Michele Bartoli     | Gilberto Simoni      | Daniele Nardello         |
| 2001  | Daniele Nardello    | Michele Bartoli      | Daniele De Paoli         |
| 2002  | Salvatore Commesso  | Dario Frigo          | Francesco Casagrande     |
| 2003  | Paolo Bettini       | Filippo Pozzato      | Salvatore Commesso       |
| 2004  | Cristian Moreni     | Sergio Marinangeli   | Mauro Gerosa             |
| 2005  | Enrico Gasparotto   | Filippo Pozzato      | Massimo Giunti           |
| 2006  | Paolo Bettini       | Mirko Celestino      | Danilo Di Luca           |
| 2007  | Giovanni Visconti   | Paolo Bossoni        | Davide Rebellin          |
| 2008  | Filippo Simeoni     | Giovanni Visconti    | Filippo Pozzato          |
| 2009  | Filippo Pozzato     | Damiano Cunego       | Luca Paolini             |
| 2010  | Giovanni Visconti   | Ivan Santaromita     | Alessandro Ballan        |
| 2011  | Giovanni Visconti   | Mauro Santambrogio   | Simone Ponzi             |
| 2012  | Franco Pellizotti   | Danilo Di Luca       | Moreno Moser             |
| 2013  | Ivan Santaromita    | Michele Scarponi     | Davide Rebellin          |
| 2014  | Vincenzo Nibali     | Davide Formolo       | Matteo Rabottini         |
| 2015  | Vincenzo Nibali     | Non attribué         | Diego Ulissi             |
| 2016  | Giacomo Nizzolo     | Gianluca Brambilla   | Filippo Pozzato          |
| 2017  | Fabio Aru           | Diego Ulissi         | Rinaldo Nocentini        |
| 2018  | Elia Viviani        | Giovanni Visconti    | Domenico Pozzovivo       |
| 2019  | Davide Formolo      | Sonny Colbrelli      | Alberto Bettiol          |
| 2020  | Giacomo Nizzolo     | Davide Ballerini     | Sonny Colbrelli          |
| 2021  | Sonny Colbrelli     | Fausto Masnada       | Samuele Zoccarato        |
| 2022  | Filippo Zana        | Lorenzo Rota         | Samuele Battistella      |
| 2023  | Simone Velasco      | Lorenzo Rota         | Kristian Sbaragli        |
| 2024  | Alberto Bettiol     | Lorenzo Rota         | Edoardo Zambanini        |
| 2025  | Filippo Conca       | Alessandro Covi      | Thomas Pesenti           |

Multi-titrés
- 9 : Costante Girardengo
- 5 : Learco Guerra

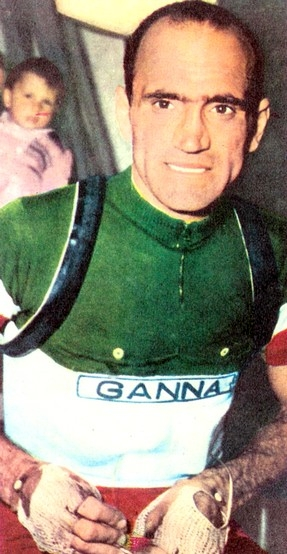
Fiorenzo Magni, champion d'Italie durant les années 1950

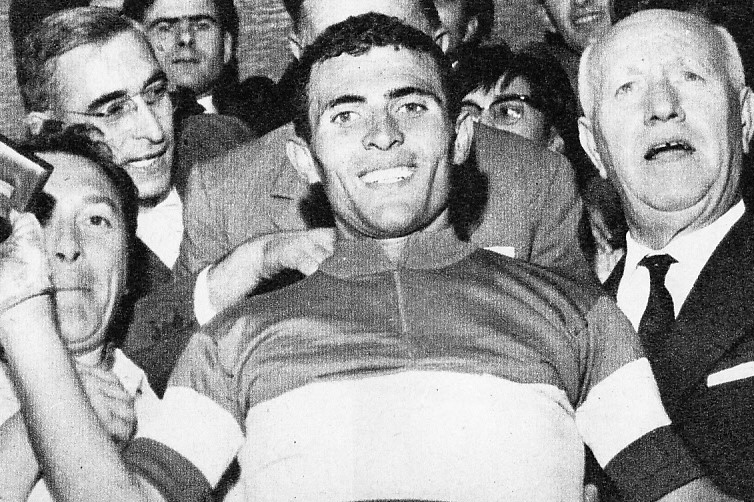
Arturo Sabbadin, vainqueur du championnat d'Italie sur route en 1961

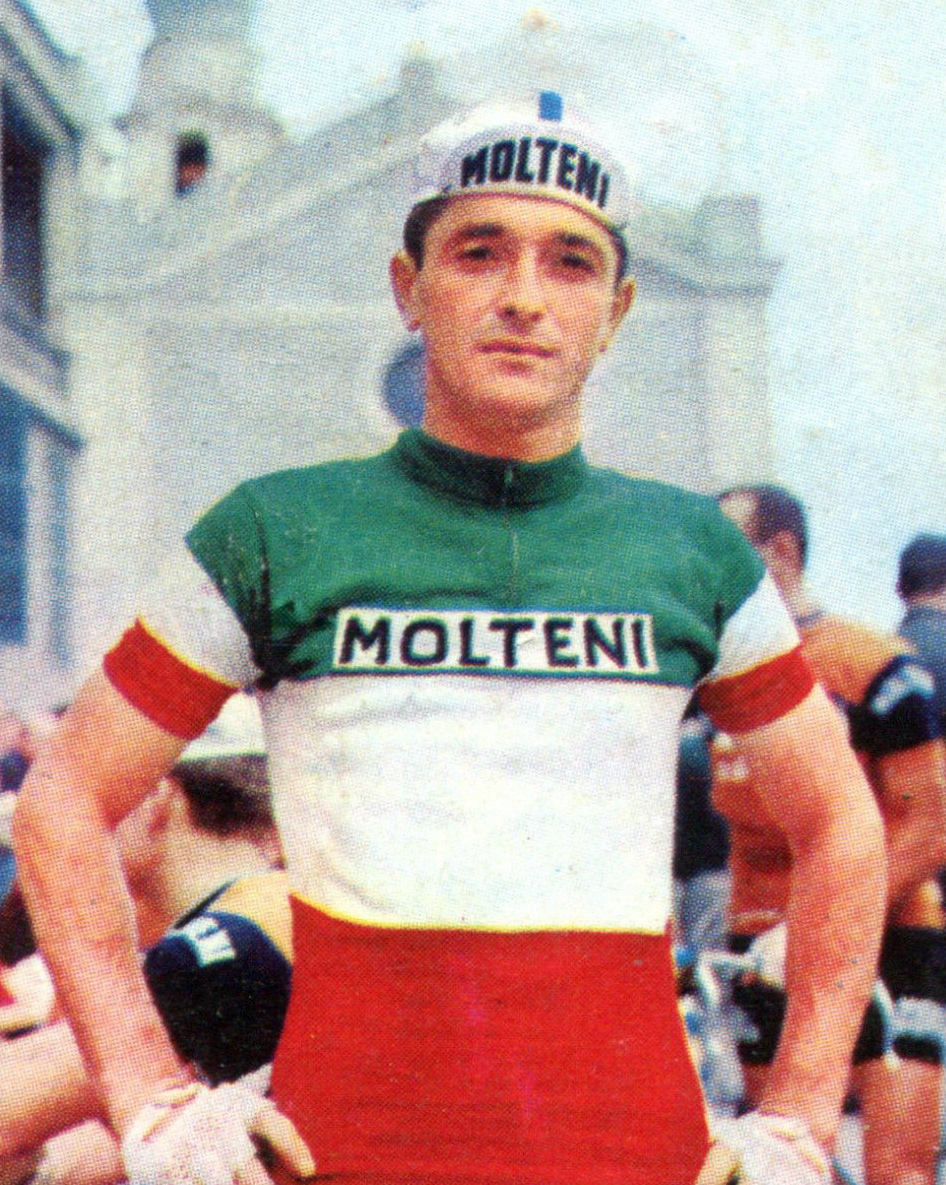
Michele Dancelli arborant son maillot de champion d'Italie en 1966

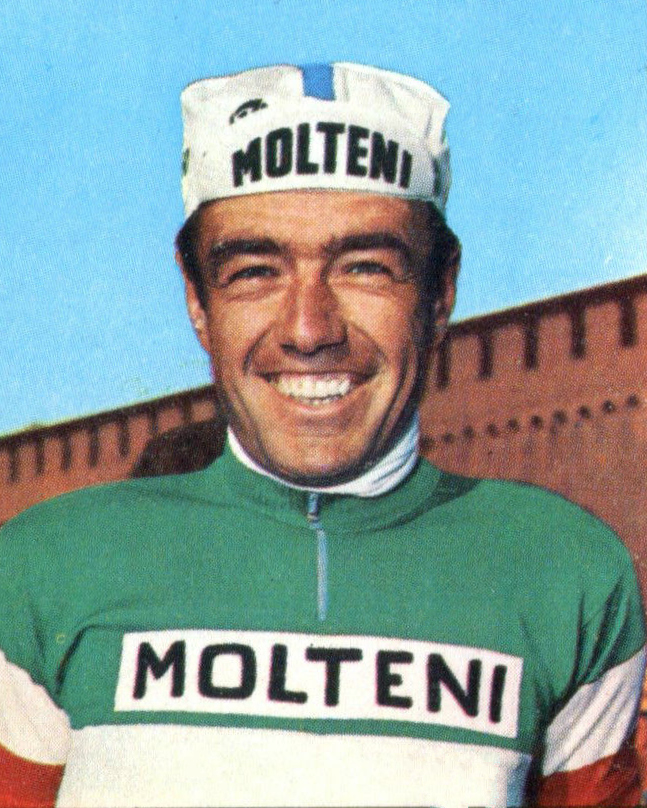
Franco Balmamion, champion d'Italie en 1968

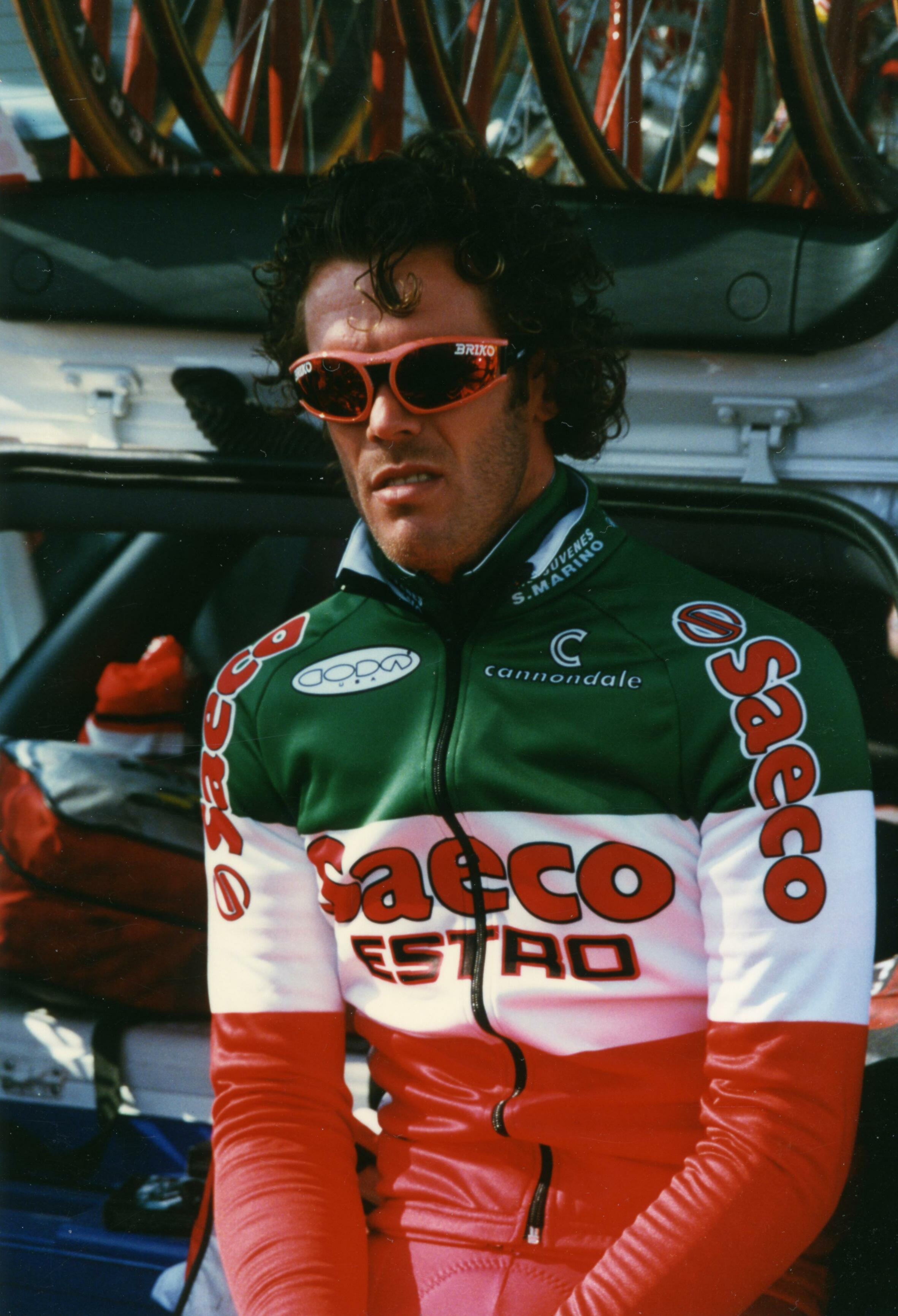
Mario Cipollini arborant son maillot de champion d'Italie lors de Paris-Nice 1997

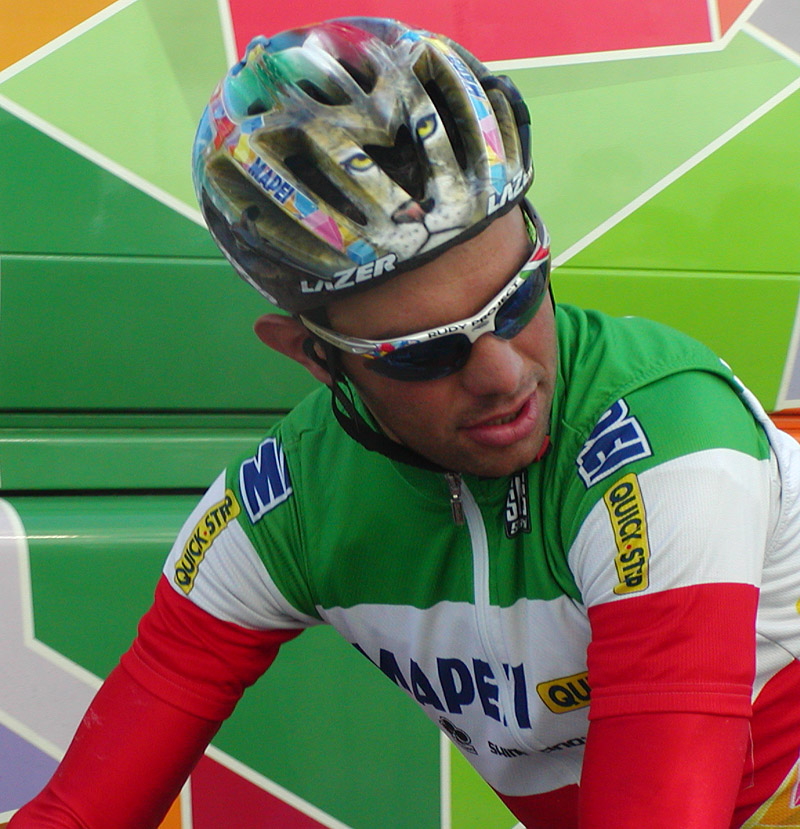
Daniele Nardello, champion d'Italie, au départ de Liège-Bastogne-Liège 2002

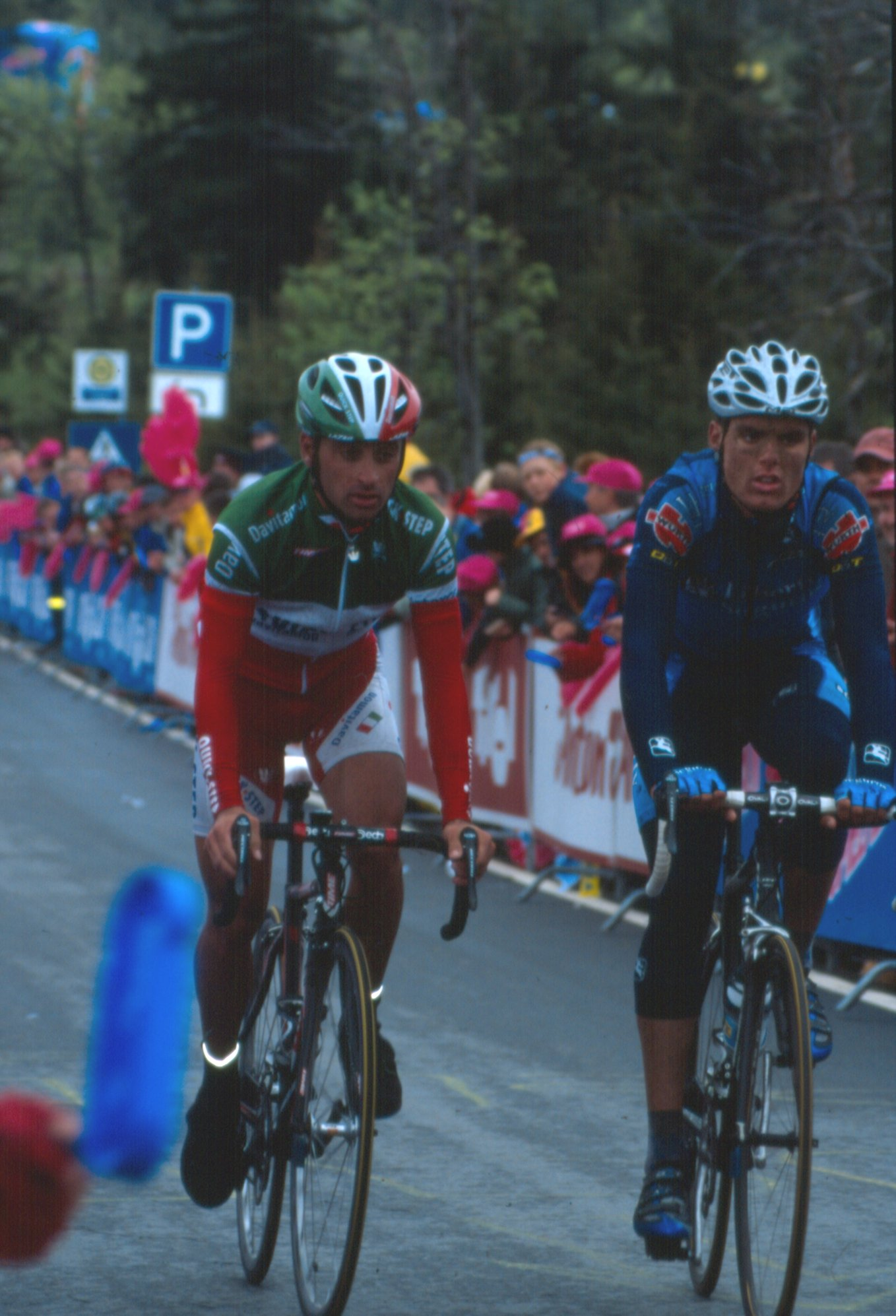
Paolo Bettini, vêtu du maillot de champion d'Italie en 2004

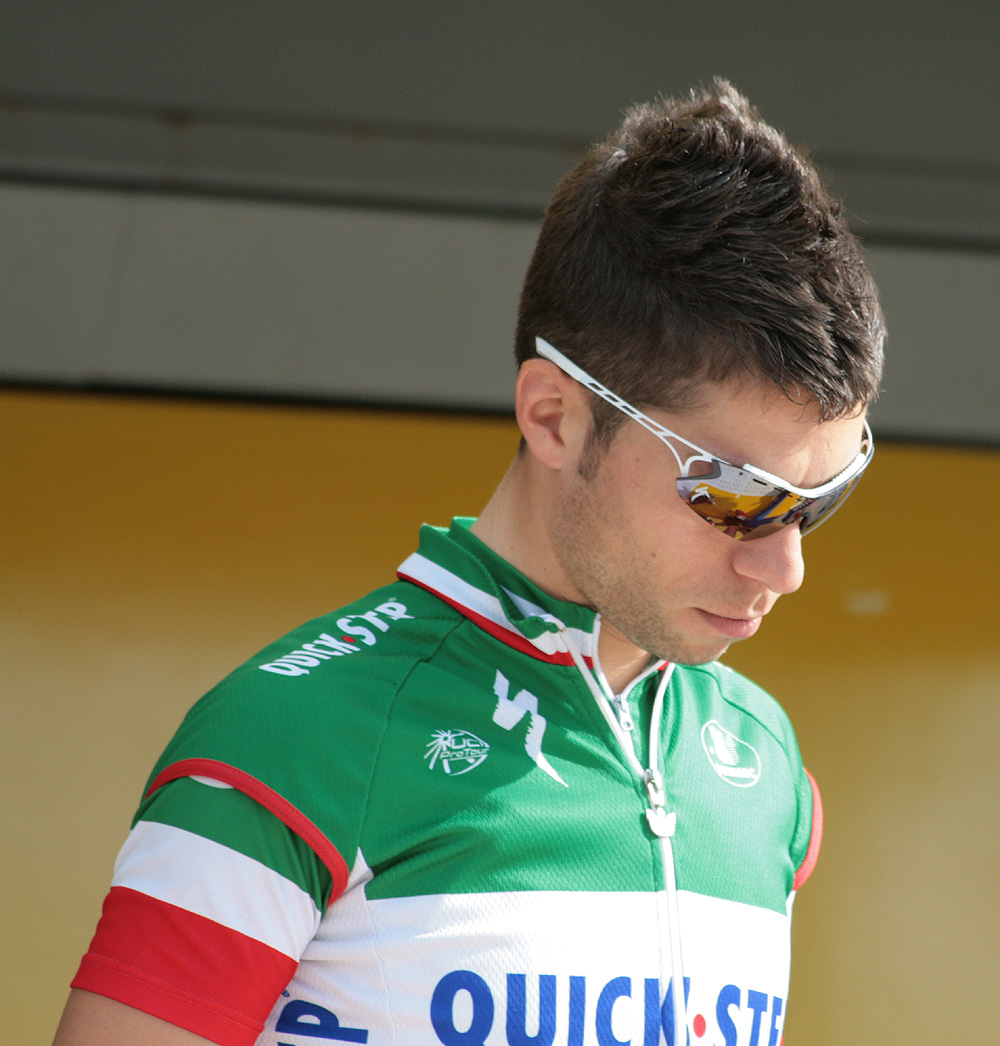
Giovanni Visconti portant son maillot de champion d'Italie au départ de Liège-Bastogne-Liège 2008

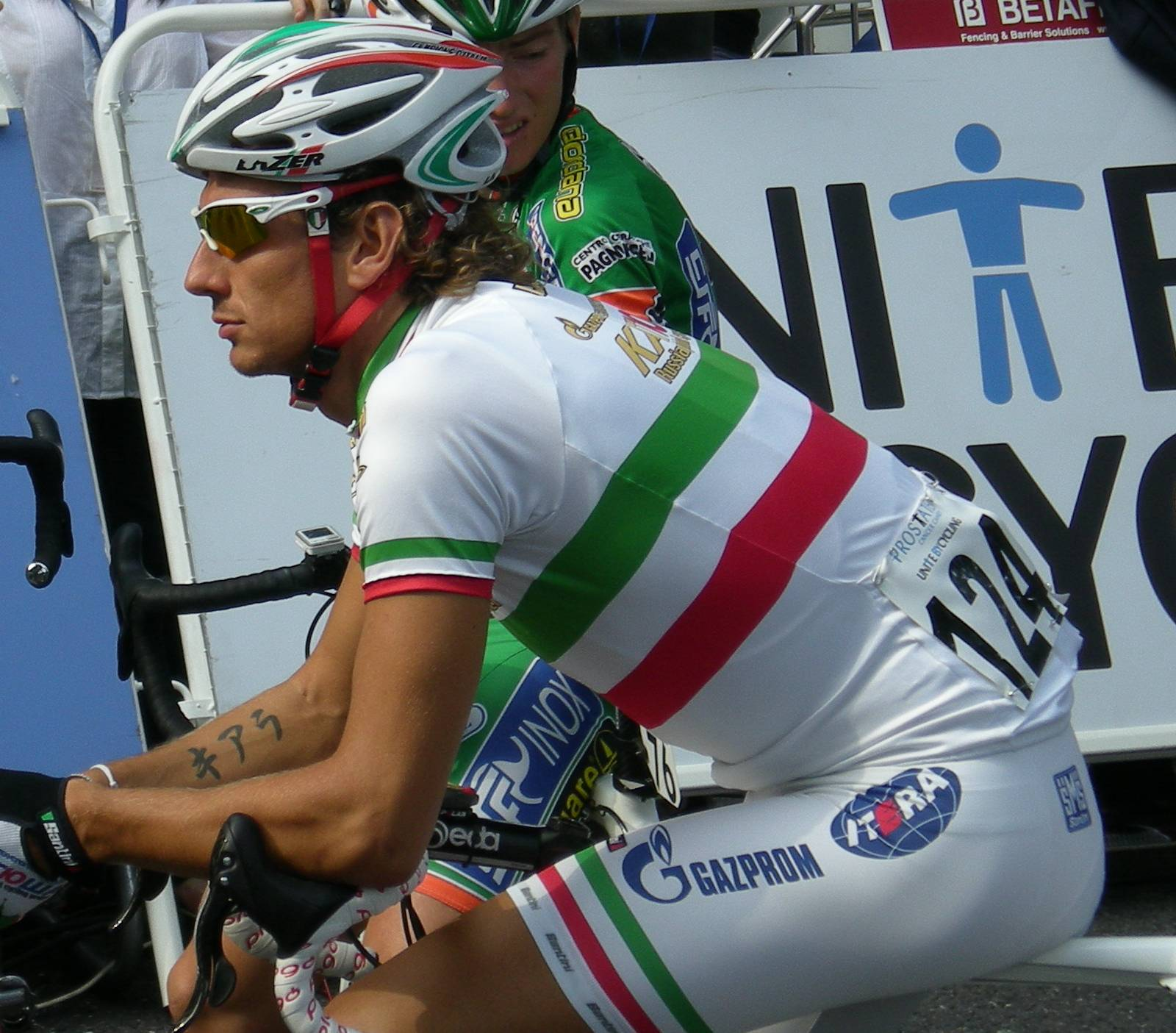
Filippo Pozzato, champion en 2009

- 4 : Gino Bartali, Alfredo Binda, Fausto Coppi
- 3 : Franco Bitossi, Giovanni Cuniolo, Pierino Gavazzi, Fiorenzo Magni, Francesco Moser, Enrico Paolini, Giovanni Visconti
- 2 : Moreno Argentin, Ercole Baldini, Dario Beni, Paolo Bettini, Gianni Bugno, Salvatore Commesso, Claudio Corti, Michele Dancelli, Nino Defilippis, Felice Gimondi, Vincenzo Nibali, Giacomo Nizzolo, Massimo Podenzana

### Podiums du contre-la-montre

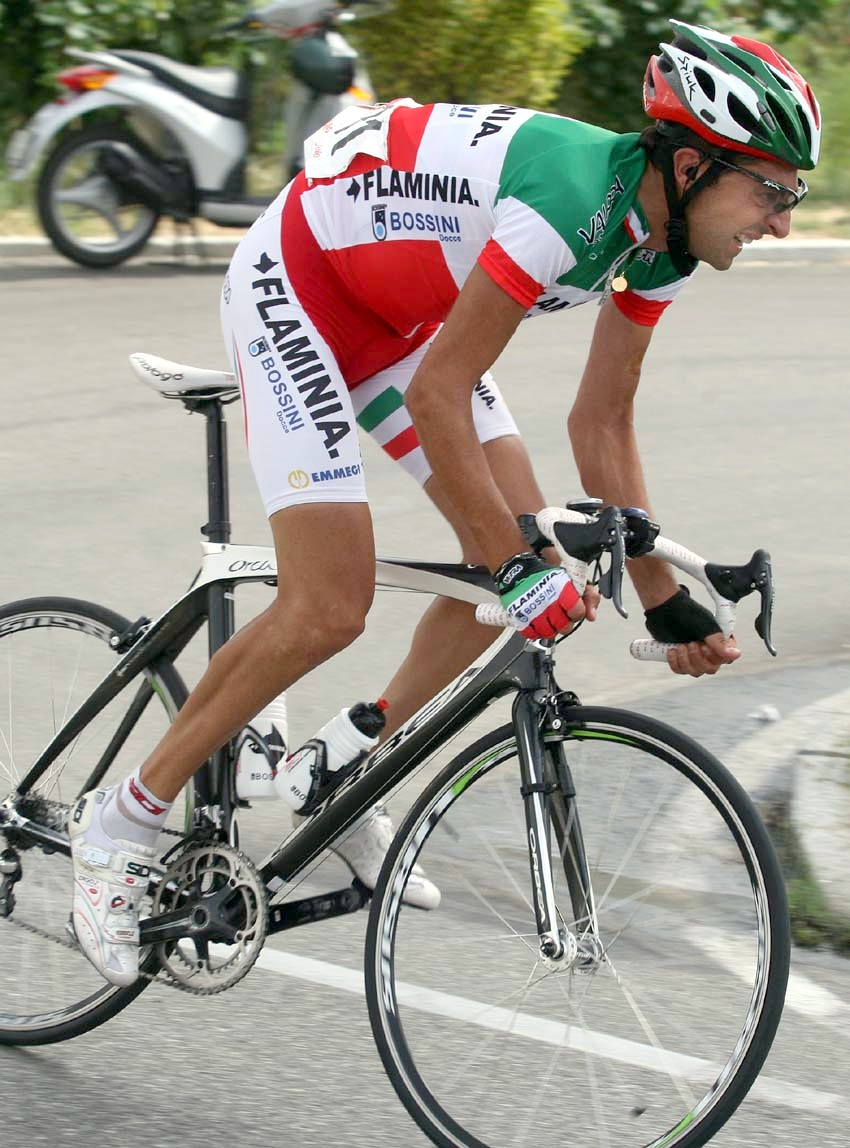
Filippo Simeoni vêtu du maillot de champion d'Italie en 2008

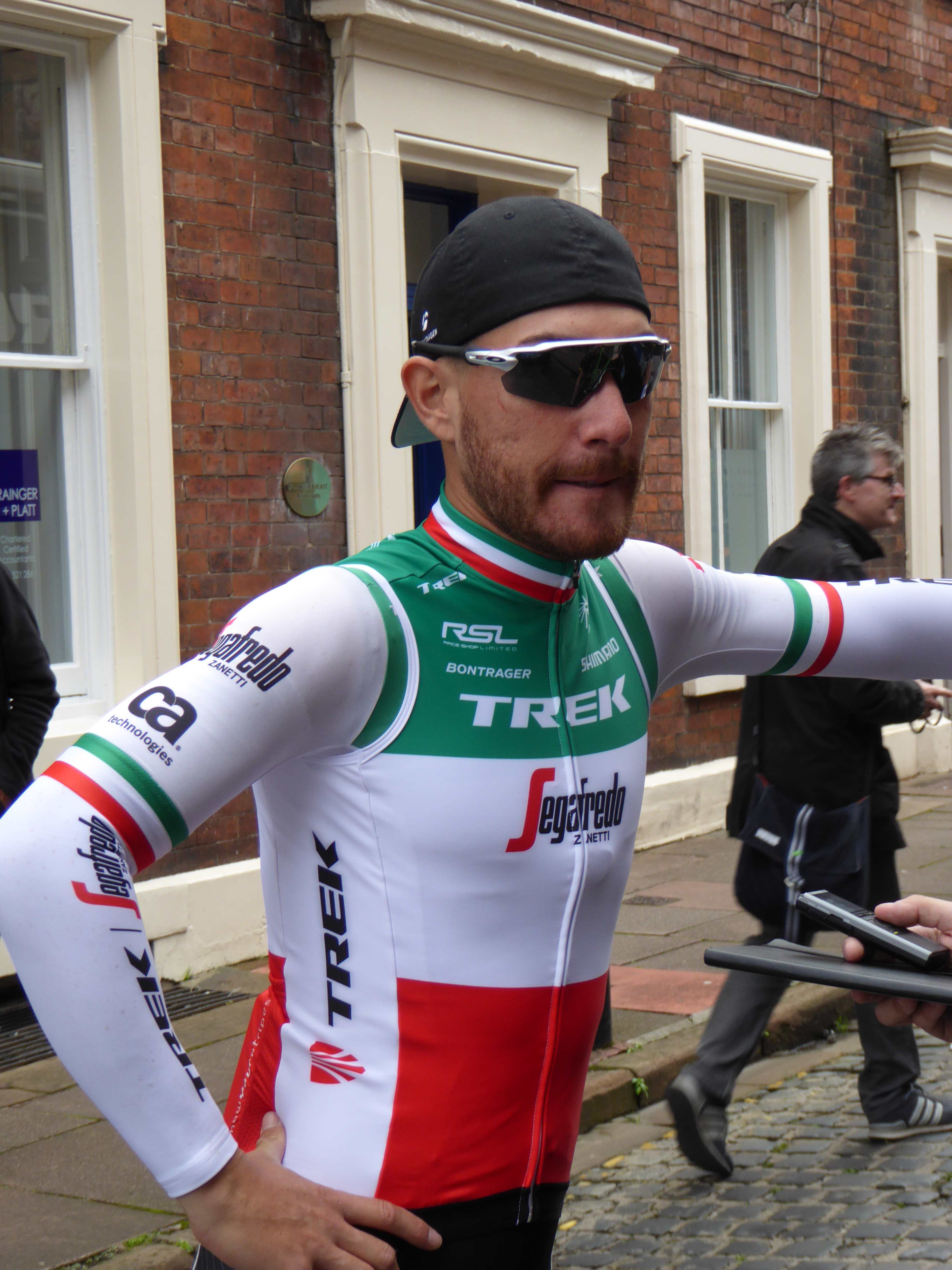
Giacomo Nizzolo photographié avec son maillot de champion national lors du Tour de Grande-Bretagne 2016

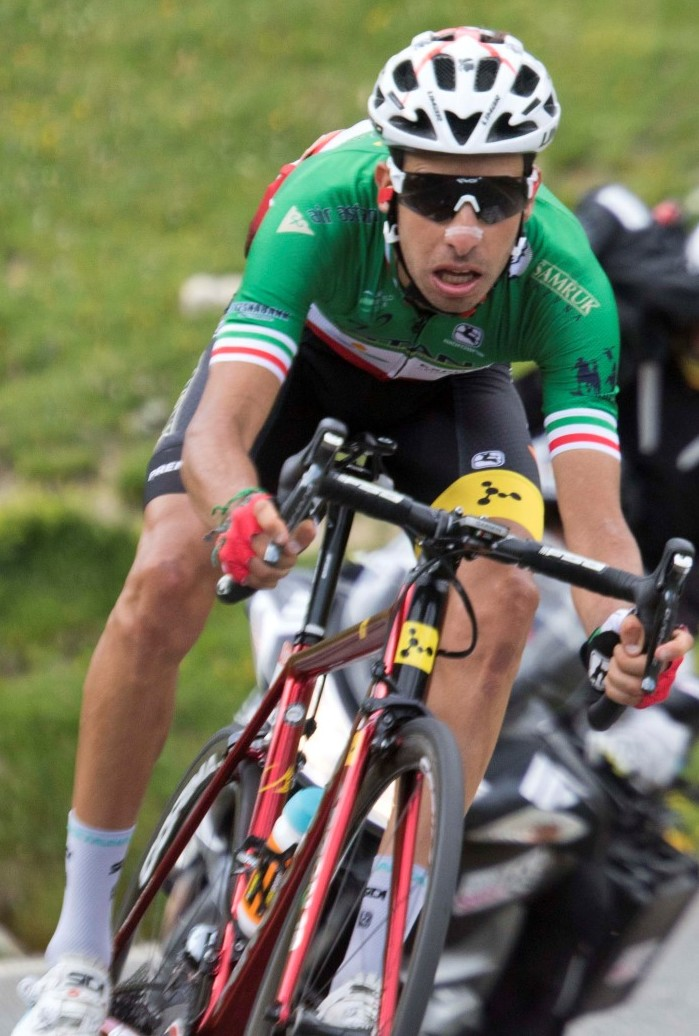
Fabio Aru avec le maillot de champion d'Italie lors du Tour de France 2017

| Année | Vainqueur          | Deuxième             | Troisième            |
| ----- | ------------------ | -------------------- | -------------------- |
| 1995  | Massimiliano Lelli | Andrea Chiurato      | Luca Scinto          |
| 1997  | Dario Andriotto    | Carlo Finco          | Cristian Salvato     |
| 1998  | Marco Velo         | Luca Sironi          | Mirko Gualdi         |
| 1999  | Marco Velo         | Riccardo Forconi     | Daniele Nardello     |
| 2000  | Marco Velo         | Daniele Contrini     | Diego Ferrari        |
| 2001  | Andrea Peron       | Daniele Contrini     | Juri Alvisi          |
| 2002  | Dario Frigo        | Filippo Pozzato      | Juri Alvisi          |
| 2003  | Gianpaolo Mondini  | Manuel Quinziato     | Andrea Rossi         |
| 2004  | Dario Cioni        | Andrea Peron         | Marco Pinotti        |
| 2005  | Marco Pinotti      | Marzio Bruseghin     | Dario Cioni          |
| 2006  | Marzio Bruseghin   | Marco Pinotti        | Manuel Quinziato     |
| 2007  | Marco Pinotti      | Vincenzo Nibali      | Manuel Quinziato     |
| 2008  | Marco Pinotti      | Luca Celli           | Maurizio Biondo      |
| 2009  | Marco Pinotti      | Gabriele Bosisio     | Maurizio Biondo      |
| 2010  | Marco Pinotti      | Dario Cataldo        | Adriano Malori       |
| 2011  | Adriano Malori     | Manuele Boaro        | Alan Marangoni       |
| 2012  | Dario Cataldo      | Adriano Malori       | Marco Pinotti        |
| 2013  | Marco Pinotti      | Stefano Pirazzi      | Adriano Malori       |
| 2014  | Adriano Malori     | Dario Cataldo        | Alan Marangoni       |
| 2015  | Adriano Malori     | Moreno Moser         | Daniele Bennati      |
| 2016  | Manuel Quinziato   | Manuele Boaro        | Moreno Moser         |
| 2017  | Gianni Moscon      | Fabio Felline        | Manuel Quinziato     |
| 2018  | Gianni Moscon      | Filippo Ganna        | Fabio Felline        |
| 2019  | Filippo Ganna      | Alberto Bettiol      | Alessandro De Marchi |
| 2020  | Filippo Ganna      | Alessandro De Marchi | Edoardo Affini       |
| 2021  | Matteo Sobrero     | Edoardo Affini       | Mattia Cattaneo      |
| 2022  | Filippo Ganna      | Mattia Cattaneo      | Edoardo Affini       |
| 2023  | Filippo Ganna      | Mattia Cattaneo      | Matteo Sobrero       |
| 2024  | Filippo Ganna      | Edoardo Affini       | Filippo Baroncini    |
| 2025  | Filippo Ganna      | Filippo Baroncini    | Mattia Cattaneo      |

Multi-titrés
- 6 : Marco Pinotti, Filippo Ganna
- 3 : Adriano Malori, Marco Velo
- 2 : Gianni Moscon

## Femmes

### Podiums de la course en ligne
| Année | Vainqueur              | Deuxième               | Troisième                 |
| ----- | ---------------------- | ---------------------- | ------------------------- |
| 1963  | Paola Scotti           | Florinda Parenti       | Anna Santini              |
| 1964  | Maria Cressari         | Paola Scotti           | Elisabetta Maffeis        |
| 1965  | Florinda Parenti       | Elisabetta Maffeis     | Anna Santini              |
| 1966  | Elisabetta Maffeis     | Florinda Parenti       | Giuditta Longari          |
| 1967  | Rosa D'Angelo          | Morena Tartagni        | Ivana Panzi               |
| 1968  | Maria Cressari         | Carla Bosio            | Ivana Panzi               |
| 1969  | Morena Tartagni        | Maria Cressari         | Carla Bosio               |
| 1970  | Giuditta Longari       | Morena Tartagni        | Angela Marchesin          |
| 1971  | Ivana Panzi            | Morena Tartagni        | Elisabetta Maffeis        |
| 1972  | Maria Cressari         | Elisabetta Maffeis     | Morena Tartagni           |
| 1973  | Maria Cressari         | Morena Tartagni        | Gianna Brovedani          |
| 1974  | Carmen Menegaldo       | Giuseppa Micheloni     | Emanuela Menuzzo          |
| 1975  | Luigina Bissoli        | Maria Cressari         | Morena Tartagni           |
| 1976  | Bruna Cancelli         | Patrizia Cassani       | Rita Coden                |
| 1977  | Luigina Bissoli        | Bruna Cancelli         | Adalberta Marcuccetti     |
| 1978  | Rossella Galbiati      | Francesca Galli        | Anna Morlacchi            |
| 1979  | Francesca Galli        | Giuseppa Micheloni     | Emanuela Menuzzo          |
| 1980  | Michela Tommasi        | Rossella Galbiati      | Lorena Moscon             |
| 1981  | Rosanna Piantoni       | Rossella Galbiati      | Adalberta Marcuccetti     |
| 1982  | Maria Canins           | Francesca Galli        | Adalberta Marcuccetti     |
| 1983  | Patrizia Spadaccini    | Adalberta Marcuccetti  | Luisa Seghezzi            |
| 1984  | Maria Canins           | Roberta Bonanomi       | Adalberta Marcuccetti     |
| 1985  | Maria Canins           | Mara Mosole            | Emanuela Menuzzo          |
| 1986  | Bruna Seghezzi         | Imelda Chiappa         | Maria Canins              |
| 1987  | Maria Canins           | Monica Bandini         | Imelda Chiappa            |
| 1988  | Maria Canins           | Imelda Chiappa         | Monica Bandini            |
| 1989  | Maria Canins           | Elisabetta Fanton      | Gabriella Pregnolato      |
| 1990  | Elisabetta Fanton      | Elisabetta Guazzaroni  | Imelda Chiappa            |
| 1991  | Lucia Pizzolotto       | Valeria Cappellotto    | Nadia Stramigioli         |
| 1992  | Michela Fanini         | Nadia Molteni          | Valeria Cappellotto       |
| 1993  | Imelda Chiappa         | Michela Fanini         | Sara Felloni              |
| 1994  | Simona Muzzioli        | Alessandra Cappellotto | Lucia Pizzolotto          |
| 1995  | Roberta Ferrero        | Alessandra Cappellotto | Nadia Molteni             |
| 1996  | Fabiana Luperini       | Imelda Chiappa         | Alessandra Cappellotto    |
| 1997  | Imelda Chiappa         | Alessandra Cappellotto | Valeria Cappellotto       |
| 1998  | Lucia Pizzolotto       | Roberta Bonanomi       | Sara Felloni              |
| 1999  | Valeria Cappellotto    | Sonia Rocca            | Lucia Pizzolotto          |
| 2000  | Gabriella Pregnolato   | Greta Zocca            | Sara Felloni              |
| 2001  | Greta Zocca            | Katia Longhin          | Lisa Gatto                |
| 2002  | Rosalisa Lapomarda     | Katia Longhin          | Luisa Tamanini            |
| 2003  | Alessandra Cappellotto | Alessandra D'Ettorre   | Katia Longhin             |
| 2004  | Fabiana Luperini       | Tania Belvederesi      | Alessandra Cappellotto    |
| 2005  | Silvia Parietti        | Luisa Tamanini         | Giorgia Bronzini          |
| 2006  | Fabiana Luperini       | Gessica Turato         | Silvia Parietti           |
| 2007  | Eva Lechner            | Luisa Tamanini         | Giorgia Bronzini          |
| 2008  | Fabiana Luperini       | Tatiana Guderzo        | Giorgia Bronzini          |
| 2009  | Monia Baccaille        | Laura Bozzolo          | Giorgia Bronzini          |
| 2010  | Monia Baccaille        | Alessandra D'Ettorre   | Lorena Foresi             |
| 2011  | Noemi Cantele          | Tatiana Guderzo        | Silvia Valsecchi          |
| 2012  | Giada Borgato          | Silvia Valsecchi       | Marta Bastianelli         |
| 2013  | Dalia Muccioli         | Giorgia Bronzini       | Rossella Ratto            |
| 2014  | Elena Cecchini         | Valentina Scandolara   | Maria Giulia Confalonieri |
| 2015  | Elena Cecchini         | Elisa Longo Borghini   | Dalia Muccioli            |
| 2016  | Elena Cecchini         | Elisa Longo Borghini   | Anna Zita Maria Stricker  |
| 2017  | Elisa Longo Borghini   | Giorgia Bronzini       | Soraya Paladin            |
| 2018  | Marta Cavalli          | Sofia Bertizzolo       | Giorgia Bronzini          |
| 2019  | Marta Bastianelli      | Elisa Balsamo          | Ilaria Sanguineti         |
| 2020  | Elisa Longo Borghini   | Katia Ragusa           | Marta Cavalli             |
| 2021  | Elisa Longo Borghini   | Tatiana Guderzo        | Ilaria Sanguineti         |
| 2022  | Elisa Balsamo          | Rachele Barbieri       | Barbara Guarischi         |
| 2023  | Elisa Longo Borghini   | Silvia Persico         | Marta Cavalli             |
| 2024  | Elisa Longo Borghini   | Chiara Consonni        | Eleonora Gasparrini       |
| 2025  | Elisa Longo Borghini   | Monica Trinca Colonel  | Eleonora Ciabocco         |

Multi-titrées
- 6 : Maria Canins
- 4 : Maria Cressari,  Elisa Longo Borghini, Fabiana Luperini
- 3 : Elena Cecchini
- 2 : Monia Baccaille, Luigina Bissoli, Imelda Chiappa, Lucia Pizzolotto

### Podiums du contre-la-montre
| Année | Vainqueur              | Deuxième             | Troisième            |
| ----- | ---------------------- | -------------------- | -------------------- |
| 1987  | Maria Canins           |                      |                      |
| 1988  | Maria Canins           |                      |                      |
| 1989  | Maria Canins           | Francesca Galli      | Roberta Bonanomi     |
| 1990  | Maria Canins           | Monica Bandini       | Francesca Galli      |
| 1991  | Roberta Bonanomi       | Maria Paola Turcutto | Imelda Chiappa       |
| 1992  | Maria Paola Turcutto   | Simona Muzzioli      | Roberta Bonanomi     |
| 1993  | Imelda Chiappa         | Simona Muzzioli      | Roberta Bonanomi     |
| 1994  | Imelda Chiappa         | Antonella Bellutti   | Maria Canins         |
| 1995  | Imelda Chiappa         | Roberta Bonanomi     | Maria Canins         |
| 1996  | Gabriella Pregnolato   | Imelda Chiappa       | Antonella Bellutti   |
| 1997  | Gabriella Pregnolato   | Imelda Chiappa       | Roberta Bonanomi     |
| 1998  | Imelda Chiappa         | Gabriella Pregnolato | Lucia Pizzolotto     |
| 1999  | Gabriella Pregnolato   | Giovanna Troldi      | Linda Visentin       |
| 2000  | Gabriella Pregnolato   | Luisa Tamanini       | Lucia Pizzolotto     |
| 2001  | Alessandra Cappellotto | Vera Carrara         | Luisa Tamanini       |
| 2002  | Giovanna Troldi        | Fabiana Luperini     | Luisa Tamanini       |
| 2003  | Giovanna Troldi        | Luisa Tamanini       | Tania Belvederesi    |
| 2004  | Giovanna Troldi        | Tatiana Guderzo      | Anna Zugno           |
| 2005  | Tatiana Guderzo        | Anna Zugno           | Silvia Valsecchi     |
| 2006  | Silvia Valsecchi       | Giovanna Troldi      | Tatiana Guderzo      |
| 2007  | Vera Carrara           | Anna Zugno           | Silvia Valsecchi     |
| 2008  | Tatiana Guderzo        | Anna Zugno           | Silvia Valsecchi     |
| 2009  | Noemi Cantele          | Tatiana Guderzo      | Silvia Valsecchi     |
| 2010  | Tatiana Guderzo        | Silvia Valsecchi     | Noemi Cantele        |
| 2011  | Noemi Cantele          | Silvia Valsecchi     | Tatiana Guderzo      |
| 2012  | Tatiana Guderzo        | Elisa Longo Borghini | Noemi Cantele        |
| 2013  | Tatiana Guderzo        | Elisa Longo Borghini | Silvia Valsecchi     |
| 2014  | Elisa Longo Borghini   | Elena Berlato        | Vittoria Bussi       |
| 2015  | Silvia Valsecchi       | Tatiana Guderzo      | Elena Berlato        |
| 2016  | Elisa Longo Borghini   | Tatiana Guderzo      | Silvia Valsecchi     |
| 2017  | Elisa Longo Borghini   | Elena Cecchini       | Silvia Valsecchi     |
| 2018  | Elena Cecchini         | Vittoria Bussi       | Rossella Ratto       |
| 2019  | Elena Cecchini         | Vittoria Bussi       | Elisa Longo Borghini |
| 2020  | Elisa Longo Borghini   | Vittoria Bussi       | Vittoria Guazzini    |
| 2021  | Elisa Longo Borghini   | Soraya Paladin       | Tatiana Guderzo      |
| 2022  | Elisa Longo Borghini   | Vittoria Guazzini    | Marta Cavalli        |
| 2023  | Elisa Longo Borghini   | Marta Cavalli        | Alessia Vigilia      |
| 2024  | Vittoria Guazzini      | Elisa Longo Borghini | Elena Pirrone        |
| 2025  | Vittoria Guazzini      | Elisa Longo Borghini | Federica Venturelli  |

Multi-titrées
- 8 : Elisa Longo Borghini
- 5 : Tatiana Guderzo
- 4 : Maria Canins, Gabriella Pregnolato
- 3 : Imelda Chiappa, Giovanna Troldi
- 2 : Noemi Cantele, Silvia Valsecchi

## Espoirs Hommes

### Podiums de la course en ligne
| Année | Vainqueur                  | Deuxième               | Troisième           |
| ----- | -------------------------- | ---------------------- | ------------------- |
| 1996  | Roberto Fortunato (nl)     | Pasquale Santoro       | Paolo Bettini       |
| 1997  | Oscar Mason                | Cristian Gobbi         | Claudio Sironi      |
| 1998  | Danilo Di Luca             | Denis Lunghi           | Rinaldo Nocentini   |
| 1999  | Simone Fadini              | Angelo Lopeboselli     | Paolo Tiralongo     |
| 2000  | Nicola Gavazzi             | Manuel Bortolotto      | Federico Berta      |
| 2001  | Marco Corsini              | Alberto Loddo          | -                   |
| 2002  | Paolo Bailetti             | Diego Genovesi         | Emanuele Sella      |
| 2003  | Giovanni Visconti          | Aristide Ratti         | Stefano Bonini      |
| 2004  | Riccardo Riccò             | Carlo Scognamiglio     | Nicola Peccolo      |
| 2005  | Adriano Angeloni           | Alessio Ricciardi      | Marco Panchetti     |
| 2006  | Francesco Gavazzi          | Maurizio Girardini     | Marco Stefani       |
| 2007  | Simone Ponzi               | Michele Gaia           | Mauro Finetto       |
| 2008  | Damiano Caruso             | Alberto Contoli        | Stefano Pirazzi     |
| 2009  | Matteo Rabottini           | Alfredo Balloni        | Gianluca Brambilla  |
| 2010  | Stefano Agostini           | Stefano Locatelli      | Tommaso Salvetti    |
| 2011  | Matteo Trentin             | Fabio Aru              | Andrea Fedi         |
| 2012  | Francesco Manuel Bongiorno | Davide Formolo         | Kristian Sbaragli   |
| 2013  | Andrea Zordan              | Davide Villella        | Alberto Bettiol     |
| 2014  | Simone Sterbini            | Simone Andreetta       | Luca Chirico        |
| 2015  | Gianni Moscon              | Davide Gabburo         | Edward Ravasi       |
| 2016  | Simone Consonni            | Vincenzo Albanese      | Filippo Rocchetti   |
| 2017  | Matteo Moschetti           | Mirco Sartori          | Raffaele Radice     |
| 2018  | Edoardo Affini             | Alberto Dainese        | Michele Corradini   |
| 2019  | Marco Frigo                | Nicolas Dalla Valle    | Filippo Zana        |
| 2020  | Giovanni Aleotti           | Alessandro Santaromita | Luca Colnaghi       |
| 2021  | Gabriele Benedetti         | Filippo Baroncini      | Mattia Petrucci     |
| 2022  | Lorenzo Germani            | Walter Calzoni         | Emanuele Ansaloni   |
| 2023  | Francesco Busatto          | Luca Cretti            | Dario Igor Belletta |
| 2024  | Edoardo Zamperini          | Nicola Rossi           | Pietro Mattio       |
| 2025  | Alessandro Borgo           | Dario Belletta         | Simone Gualdi       |

### Podiums du contre-la-montre
| Année | Vainqueur               | Deuxième          | Troisième           |
| ----- | ----------------------- | ----------------- | ------------------- |
| 2003  | Gianluca Moi            | Maurizio Biondo   | Giairo Ermeti       |
| 2004  | Francesco Rivera        | Luca Ascani       | Mariano De Fino     |
| 2005  | Tiziano Dall'Antonia    | Francesco Tomei   | Eddy Rosolen        |
| 2006  | Alan Marangoni          | Francesco Tomei   | Ermanno Capelli     |
| 2007  | Adriano Malori          | Manuele Boaro     | Marco Coledan       |
| 2008  | Adriano Malori          | Manuele Boaro     | Daniel Oss          |
| 2009  | Alfredo Balloni         | Adriano Malori    | Alessandro Stocco   |
| 2010  | Matteo Mammini          | Gianluca Leonardi | Alessandro Stocco   |
| 2011  | Matteo Mammini          | Massimo Coledan   | Mattia Cattaneo     |
| 2012  | Massimo Coledan         | Davide Martinelli | Mirko Trosino       |
| 2013  | Davide Martinelli       | Andrea Toniatti   | Luca Sterbini       |
| 2014  | Davide Martinelli       | Seid Lizde        | Davide Belletti     |
| 2015  | Davide Martinelli       | Giovanni Carboni  | Edoardo Affini      |
| 2016  | Filippo Ganna           | Giovanni Carboni  | Seid Lizde          |
| 2017  | Paolo Baccio            | Edoardo Affini    | Giovanni Carboni    |
| 2018  | Edoardo Affini          | Matteo Sobrero    | Paolo Baccio        |
| 2019  | Matteo Sobrero          | Giovanni Aleotti  | Antonio Puppio      |
| 2020  | Jonathan Milan          | Andrea Piccolo    | Antonio Tiberi      |
| 2021  | Filippo Baroncini       | Marco Frigo       | Davide Piganzoli    |
| 2022  | Davide Piganzoli        | Matteo Montefiori | Bryan Olivo         |
| 2023  | Bryan Olivo             | Nicolas Milesi    | Dario Igor Belletta |
| 2024  | Andrea Raccagni Noviero | Nicolas Milesi    | Christian Bagatin   |
| 2025  | Davide Donati           | Nicolas Milesi    | Luca Giaimi         |

Multi-titrés
- 3 : Davide Martinelli
- 2 : Adriano Malori, Matteo Mammini

### Podiums du contre-la-montre par équipes
| Année | Vainqueur                                                               | Deuxième                                                            | Troisième                                                                |
| ----- | ----------------------------------------------------------------------- | ------------------------------------------------------------------- | ------------------------------------------------------------------------ |
| 2017  | Giovanni Carboni Nicolas Dalla Valle Stefano Oldani Seid Lizde          | Simone Bevilacqua Matteo Zurlo Riccardo Lucca Luca Gatto            | Ivan Mirri Filippo Conca Luca Riva Edoardo Corridori                     |
| 2018  | Nicolas Dalla Valle Carloalberto Giordani Stefano Oldani Davide Plebani | Leonardo Fedrigo Alexander Konychev Marco Landi Luca Regalli        | Pasquale Abenante Mattia Cristofaletti Gregorio Ferri Giovanni Lonardi   |
| 2019  | Paolo Baccio Davide Baldaccini Alessandro Covi Giulio Masotto           | Filippo Magli Davide Masi Federico Molini Tommaso Nencini           | Francesco Di Felice Daniel Smarzaro Lorenzo Visintainer Davide Casarotto |
| 2020  | Giovanni Aleotti Jonathan Milan Andrea Pietrobon Davide Bais            | Antonio Tiberi Tommaso Rigatti Michele Gazzoli Gidas Umbri          | Matteo Donegà Riccardo Carretta Pietro Aimonetto Edoardo Sandri          |
| 2021  | Gidas Umbri Michele Gazzoli Filippo Baroncini Davide Boscaro            | Luca Coati Antonio Puppio Kevin Bonaldo Mattia Guasco               | Manlio Moro Alex Tolio Davide Cattelan Alessio Acco                      |
| 2022  | Nicolò Buratti Andrea Debiasi Matteo Milan Bryan Olivo                  | Emanuele Ansaloni Luca Collinelli Davide Dapporto Matteo Montefiori | Marco Andreaus Davide De Cassan Edoardo Sandri Daniel Skerl              |
| 2023  | Lorenzo Nespoli Nicolas Milesi Matteo Ambrosini Francesco Della Lunga   | Mirko Bozzola Samuele Bonetto Manlio Moro Stefano Cavalli           | Davide Dapporto Gidas Umbri Matteo Montefiori Luca Collinelli            |
| 2024  | Lorenzo Nespoli Matteo Ambrosini Christian Bagatin Edoardo Cipollini    | Marco Andreaus Alessandro Borgo Thomas Capra Bryan Olivo            | Matteo Cettolin Cesare Chesini Matteo De Monte Federico Iacomoni         |

## Juniors Hommes

### Podiums de la course en ligne
| Année | Vainqueur                          | Deuxième                           | Troisième                          |
| ----- | ---------------------------------- | ---------------------------------- | ---------------------------------- |
| 1981  | Stefano Tomasini                   | Gianni Bugno                       |                                    |
| 1982  | Enrico Pezzetti                    |                                    |                                    |
| 1983  | Pas organisé ou résultats inconnus | Pas organisé ou résultats inconnus | Pas organisé ou résultats inconnus |
| 1984  | Antonio Fanelli                    | Gianluca Pierobon                  | Sandro Vitali                      |
| 1985  | Gianluca Pierobon                  |                                    |                                    |
| 1986  | Fabio Baldato                      |                                    |                                    |
| 1987  | Pas organisé ou résultats inconnus | Pas organisé ou résultats inconnus | Pas organisé ou résultats inconnus |
| 1988  | Simone Biasci                      | Siro Grosso                        | Ivan Luna                          |
| 1989  | Pas organisé ou résultats inconnus | Pas organisé ou résultats inconnus | Pas organisé ou résultats inconnus |
| 1990  | Daniele Nardello                   |                                    |                                    |
| 1991  | Elisio Torresi                     | Federico De Beni                   | Dario Frigo                        |
| 1992  | Davide Dante                       | Fortunato Baliani                  | Pietro Caucchioli                  |
| 1993  | Flavio Zandarin                    | Massimiliano Martini               |                                    |
| 1994  | Mirko Lauria                       | Michele Colleoni                   | Alessandro Brendolin               |
| 1995  | Ercole Lanzani                     | Luca Bianucci                      | Francesco Cipolletta               |
| 1996  | Fabio Mazzer                       | Davide Cappelletto                 | Marco Bertini                      |
| 1997  | Michele Scarponi                   | Claudio Bartoli (nl)               | Gaetano Del Prete                  |
| 1998  | Pas organisé ou résultats inconnus | Pas organisé ou résultats inconnus | Pas organisé ou résultats inconnus |
| 1999  | Daniele Colli                      | Damiano Cunego                     | Antonio Bucciero                   |
| 2000  | Nicola Scattolin                   | Mauro Facci                        | Lorenzo Del Pellegrino             |
| 2001  | Gregory Da Ros                     | Luca Ascani                        | Marco Bergamin                     |
| 2002  | Vincenzo Nibali                    | Emanuele Rizza                     | Leonardo Moser                     |
| 2003  | Enrico Peruffo                     | Mauro Finetto                      | Marco Battaglia                    |
| 2004  | Eros Capecchi                      | Salvatore Mancuso                  | Sacha Modolo                       |
| 2005  | Luca Barla                         | Marco Becucci                      | Luca Dodi                          |
| 2006  | Alfredo Balloni                    | Adriano Malori                     | Mattia De Maria                    |
| 2007  | Andrea Palini                      | Elia Favilli                       | Daniele Ratto                      |
| 2008  | Mattia Sinigaglia                  | Alberto Petitto                    | Enzo Sorrentino                    |
| 2009  | Andrea Zordan                      | Enrico Dalla Costa                 | Andrea Fedi                        |
| 2010  | Paolo Simion                       | Ignazio Moser                      | Luca Wackermann                    |
| 2011  | Riccardo Donato                    | Valerio Conti                      | Simone Consonni                    |
| 2012  | Umberto Orsini                     | Andrea Borso                       | Enrico Salvador                    |
| 2013  | Matteo Trippi                      | Luca Raggio                        | Giacomo Garavaglia                 |
| 2014  | Davide Plebani                     | Massimiliano Susini                | Michele Corradini                  |
| 2015  | Christian Scaroni                  | Simone Bevilacqua                  | Edoardo Faresin                    |
| 2016  | Mattia Bevilacqua                  | Luca Colnaghi                      | Nikolas Huber                      |
| 2017  | Alessio Acco                       | Samuele Manfredi                   | Riccardo Bobbo                     |
| 2018  | Samuele Rubino                     | Nicolò Parisini                    | Filippo Baroncini                  |
| 2019  | Gianmarco Garofoli                 | Andrea Piccolo                     | Alessio Martinelli                 |
| 2020  | Andrea Montoli                     | Lorenzo Germani                    | Francesco Calì                     |
| 2021  | Alessandro Romele                  | Edoardo Zamperini                  | Federico Biagini                   |
| 2022  | Dario Igor Belletta                | Edoardo Burani                     | Nicolas Milesi                     |
| 2023  | Simone Gualdi                      | Andrea Bessega                     | Enea Sambinello                    |
| 2024  | Lorenzo Finn                       | Mattia Proietti Gagliardoni        | David Zanutta                      |
| 2025  | Vincenzo Carosi                    | Patrik Pezzo Rosola                | Michele Pascarella                 |

### Podiums du contre-la-montre
| Année | Vainqueur           | Deuxième           | Troisième         |
| ----- | ------------------- | ------------------ | ----------------- |
| 2003  | Fabio Sabatini      | Mauro Finetto      | Luca D'Osvaldi    |
| 2004  | Gabriele Savorgnano | Daniel Oss         | Manuele Boaro     |
| 2005  | Manuele Boaro       | Luca Benvenuti     | Gabriele Rolla    |
| 2006  | Adriano Malori      | Angelo Pagani      | Alfredo Balloni   |
| 2007  | Alfredo Balloni     | Nicola Boem        | Diego Ulissi      |
| 2008  | Massimo Coledan     | Gianluca Remondi   | Fabio Felline     |
| 2009  | Antoni Orsani       | Andrea Dal Col     | Andrea Dal Col    |
| 2010  | Luca Sterbini       | Stefano Verona     | Mirko Trosino     |
| 2011  | Riccardo Donato     | Valerio Conti      | Simone Consonni   |
| 2012  | Nicola Da Dalt      | Riccardo Donato    | Giacomo Peroni    |
| 2013  | Seid Lizde          | Giovanni Carboni   | Filippo Ganna     |
| 2014  | Filippo Ganna       | Edoardo Affini     | Riccardo Lucca    |
| 2015  | Simone Bevilacqua   | Gianfranco Biasion | Mattia Pezzarini  |
| 2016  | Stefano Oldani      | Filippo Ferronato  | Fabio Mazzucco    |
| 2017  | Antonio Puppio      | Filippo Simeoni    | Luca Rastelli     |
| 2018  | Andrea Piccolo      | Antonio Tiberi     | Giosuè Crescioli  |
| 2019  | Andrea Piccolo      | Lorenzo Milesi     | Antonio Tiberi    |
| 2020  | Lorenzo Milesi      | Gianmarco Garofoli | Davide Piganzoli  |
| 2021  | Samuele Bonetto     | Tommaso Bessega    | Alessandro Romele |
| 2022  | Alessandro Cattani  | Davide Donati      | Nicolas Milesi    |
| 2023  | Luca Giaimi         | Davide Donati      | Samuele Alari     |
| 2024  | Lorenzo Finn        | Andrea Donati      | Enea Sambinello   |
| 2025  | Roberto Capello     | Davide Frigo       | Riccardo Colombo  |

Multi-titrés
- 2 : Andrea Piccolo

### Podiums du contre-la-montre par équipes
| Année | Vainqueur                                                              | Deuxième                                                              | Troisième                                                         |
| ----- | ---------------------------------------------------------------------- | --------------------------------------------------------------------- | ----------------------------------------------------------------- |
| 2021  | Alberto Bruttomesso Stefano Cavalli Alessandro Pinarello Matteo Scalco | Stefano Andriotto Gabriele Bessega Tommaso Bessega Giovanni Morello   | Samuele Bonetto Simone Griggion Tommaso Bessega Giovanni Zordan   |
| 2022  | Giovanni Cuccarolo Alessio Delle Vedove Renato Favero Matteo Scalco    | Gabriele Bessega Tommaso Bessega Alessandro Cattani Filippo Turconi   | Samuele Alari Christian Bramati Elia Cassani Luca Rinaldi         |
| 2023  | Alessandro Borgo Leonardo Meccia Enea Sambinello Jacopo Sasso          | Riccardo Archetti Alessandro Cattani Diego Parmigiani Filippo Turconi | Tommaso Cafueri Francesco Vecchiutti Stefano Viezzi David Zanutta |
| 2024  | Kevin Bertoncelli Andrea Donati Gabriele Durelli Thomas Gamba          | Elia Andreaus Ludovico Mellano Giacomo Rosato Mattia Stenico          | Andrea Bessega Filippo Cettolin Andrea Montagner Thomas Turri     |

## Anciens championnats

### Amateurs Hommes
| Année     | Vainqueur              | Deuxième                | Troisième                |
| --------- | ---------------------- | ----------------------- | ------------------------ |
| 1907      | Ernesto Ferrari        |                         |                          |
| 1908      | Domenico Cittera (it)  |                         |                          |
| 1909      | Alfredo Sivocci        |                         |                          |
| 1910      | Enrico Verde (it)      |                         |                          |
| 1911      | Giuseppe Azzini        |                         |                          |
| 1912      | Lorenzo Saccone        | Giuseppe Cellerino      | Giovanni Bassi           |
| 1913      | Marcello Sussio        |                         |                          |
| 1914      | Gaetano Belloni        | Giovanni Abellonio      | Modesto Bongiovanni      |
| 1915-1918 | Pas organisé           |                         |                          |
| 1919      | Giovanni Brunero       | Luigi Zoni              | Federico Gay             |
| 1920      | Pietro Bestetti        | Camillo Arduino (it)    | Luigi Zoni               |
| 1921      | Adriano Zanaga         |                         |                          |
| 1922      | Luigi Mainetti         |                         |                          |
| 1923      | Ermanno Vallazza       | Giovanni Balla          | Angiolo Gabrielli        |
| 1924      | Alfonso Piccin         | Battista Giuntelli (it) | Egidio Picchiottino (it) |
| 1925      | Giovanni Balla         | Pio Caimmi              | Giuseppe Pinno           |
| 1926      | Allegro Grandi         | Renato Zanone           | Felice Gremo             |
| 1927      | Giovanni Vitali        | Cesare Asmonti          | Rino De Filippi          |
| 1928      | Ambrogio Beretta (it)  |                         |                          |
| 1929      | Serafino Giuppone      | Gino Manicardi          | Mario Lusiani            |
| 1930      | Piero Corziatto        | Emilio Codazza          | Enrico Bovet             |
| 1931      | Giuseppe Olmo          | Bruno Castellani        | Secondo Agni             |
| 1932      | Giuseppe Martano       |                         | Antonio Sella (ca)       |
| 1933      | Giacomo Briano         |                         |                          |
| 1934      | Pierino Favalli        |                         |                          |
| 1935      | Ivo Mancini            | Edmondo Toccaceli (it)  |                          |
| 1936      | Luigi Mutti            |                         | Luigi Londero            |
| 1937      | Ruggero Moro (it)      |                         |                          |
| 1938      | Silvano Tucci          |                         |                          |
| 1939      | Gino Fondi (it)        |                         |                          |
| 1940      | Remo Rosetti           |                         |                          |
| 1941      | Enea Antolini          |                         |                          |
| 1942      | Carlo Rebella (it)     |                         |                          |
| 1943      | Giovanni Capuzzi       |                         |                          |
| 1944      | Aldo Baito             |                         |                          |
| 1945      | Bruno Pontisso         | Michele Motta           | Aldo Baito               |
| 1946      | Leo Castellucci        | Luciano Maggini         | Italo De Zan             |
| 1947      | Alfio Ferrari          |                         |                          |
| 1948      | Alfio Ferrari          |                         |                          |
| 1949      | Marcello Ciolli        |                         |                          |
| 1950      | Alfio Ferrari          |                         |                          |
| 1951      | Carlo Masarati         | Ampelio Rossi           | Gaetano Laganà           |
| 1952      | Vincenzo Zucconelli    | Mario Ciabatti          | Marcello Pellegrini      |
| 1953      | Nello Fabbri           | Elio Porta              | Aurelio Del Rio (it)     |
| 1954      | Giancarlo Zucchetti    | Francesco Lucchesi      | Elio Porta               |
| 1955      | Giuseppe Barale (de)   |                         |                          |
| 1956      | Sante Freo             |                         |                          |
| 1957      | Arnaldo Pambianco      |                         |                          |
| 1958      | Nedo Fagni (it)        |                         |                          |
| 1959      | Bruno Milesi           | Alberto Marzaioli       | Renzo Cerbini            |
| 1960      | Livio Trapè            | Giuseppe Fezzardi       | Vito Taccone             |
| 1961      | Gaudenzio Tonoli (it)  |                         |                          |
| 1962      | Roberto Poggiali       |                         |                          |
| 1963      | Michele Dancelli       | Primo Nardello (it)     | Roberto Nencioli         |
| 1964      | Mario Zanin            |                         |                          |
| 1965      | Giancarlo Polidori     |                         |                          |
| 1966      | Amedeo Gattafoni       | Giannino Bianco (en)    | Giuseppe Franzetti       |
| 1967      | Alberto Morellini      | Giovanni Pifferi        | Pietro Tamiazzo          |
| 1968      | Franco Cortinovis      | Pietro Di Caterina      | Adelio Re                |
| 1969      | Luigi Castelletti      | Emanuele Bergamo        | Fabrizio Fabbri          |
| 1970      | Aldo Parecchini        | Giuliano Dominoni (it)  | Marcello Osler           |
| 1971      | Aldo Parecchini        | Luciano Borgognoni      | Guido Lussignoli         |
| 1972      | Francesco Moser        | Tullio Rossi            | Gianbattista Baronchelli |
| 1973      | Bruno Vicino           | Gaetano Baronchelli     | Cesare Sartini           |
| 1974      | Cesare Sartini         | Giuseppe Martinelli     | Vittorio Algeri          |
| 1975      | Roberto Ceruti         | Carmelo Barone          | Ruggero Gialdini (it)    |
| 1976      | Vittorio Algeri        | Claudio Corti           | Eugenio Fattorini        |
| 1977      | Corrado Donadio        | Salvatore Maccali       | Alessandro Bettoni       |
| 1978      | Gianpaolo Sigurotti    | Fausto Scotti           | Gianni Giacomini         |
| 1979      | Giuseppe Petito        | Filippo Piersanti       | Giuseppe Faraca          |
| 1980      | Maurizio Piovani       | Benedetto Patellaro     | Giovanni Moro (it)       |
| 1981      | Claudio Golinelli      | Silvestro Milani        |                          |
| 1982      | Daniele Del Ben        |                         |                          |
| 1983      | Dario Montani (it)     |                         |                          |
| 1984      | Luigi Furlan           |                         |                          |
| 1985      | Roberto Pelliconi      |                         |                          |
| 1986      | Antonio Fanelli        |                         |                          |
| 1987      | Daniele Bruschi        |                         |                          |
| 1988      | Roberto Pelliconi      | Enrico Zaina            | Davide Brotini           |
| 1989      | Stefano Cortinovis     |                         |                          |
| 1990      | Roberto Menegotto (it) |                         |                          |
| 1991      | Roberto Giucolsi       |                         |                          |
| 1992      | Alessandro Bertolini   | Enrico Bonetti          | Giuseppe Guerini         |
| 1993      | Gilberto Simoni        | Gabriele Colombo        | Alessandro Bertolini     |
| 1994      | Daniele Sgnaolin (it)  |                         |                          |
| 1995      | Giuseppe Tartaggia     | Marco Fincato           | Paolo Valoti             |

Multi-titrés
- 3 : Alfio Ferrari
- 2 : Aldo Parecchini, Roberto Pelliconi

### Indépendants Hommes
| Année     | Vainqueur                | Deuxième             | Troisième       |
| --------- | ------------------------ | -------------------- | --------------- |
| 1926      | Giuseppe Pancera         |                      |                 |
| 1927      | Mario Lusiani            |                      |                 |
| 1928      | Luigi Marchisio          |                      |                 |
| 1929      | Remo Bertoni             |                      |                 |
| 1930      | Luigi Ferrando           |                      |                 |
| 1931      | Mario Cipriani           |                      |                 |
| 1932      | Giovanni Vitali          |                      |                 |
| 1933      | Camillo Erba (it)        |                      |                 |
| 1934-1935 | Pas organisé             | Pas organisé         | Pas organisé    |
| 1936      | Aurelio Scazzola         | Marco Giuntelli (it) | Domenico Oggero |
| 1937      | Francesco Albani         |                      |                 |
| 1938      | Vladimiro Lazzarini (it) |                      |                 |
| 1939      | Lorenzo Mazzarello       |                      |                 |
| 1940      | Pas organisé             | Pas organisé         | Pas organisé    |
| 1941      | Osvaldo Bailo            |                      |                 |
| 1942      | Quirino Toccaceli        |                      |                 |
| 1944-1945 | Pas organisé             | Pas organisé         | Pas organisé    |
| 1946      | Nedo Logli               |                      |                 |
| 1947      | Umberto Drei             | Ugo Mondelli         | Rolando Susini  |
| 1948      | Giorgio Cargioli         |                      |                 |
| 1949      | Alberto Roggi            |                      |                 |
| 1950      | Remo Sabatini            |                      |                 |
| 1951      | Rinaldo Moresco          |                      |                 |
| 1952      | Waldemaro Bartolozzi     |                      |                 |
| 1953      | Bruno Monti              |                      |                 |
| 1954      | Luciano Ciancola         |                      |                 |
| 1955      | Rino Benedetti           |                      |                 |
| 1956      | Waldemaro Bartolozzi     |                      |                 |
| 1957      | Giacomo Fini             |                      |                 |
| 1958      | Paolo Guazzini           |                      |                 |

Multi-titrés
- 2 : Waldemaro Bartolozzi